# Вулиця Ковальська (Дрогобич)
Вулиця Ковальська — вулиця у середмісті Дрогобича, одна з найдавніших у місті.

## Розташування

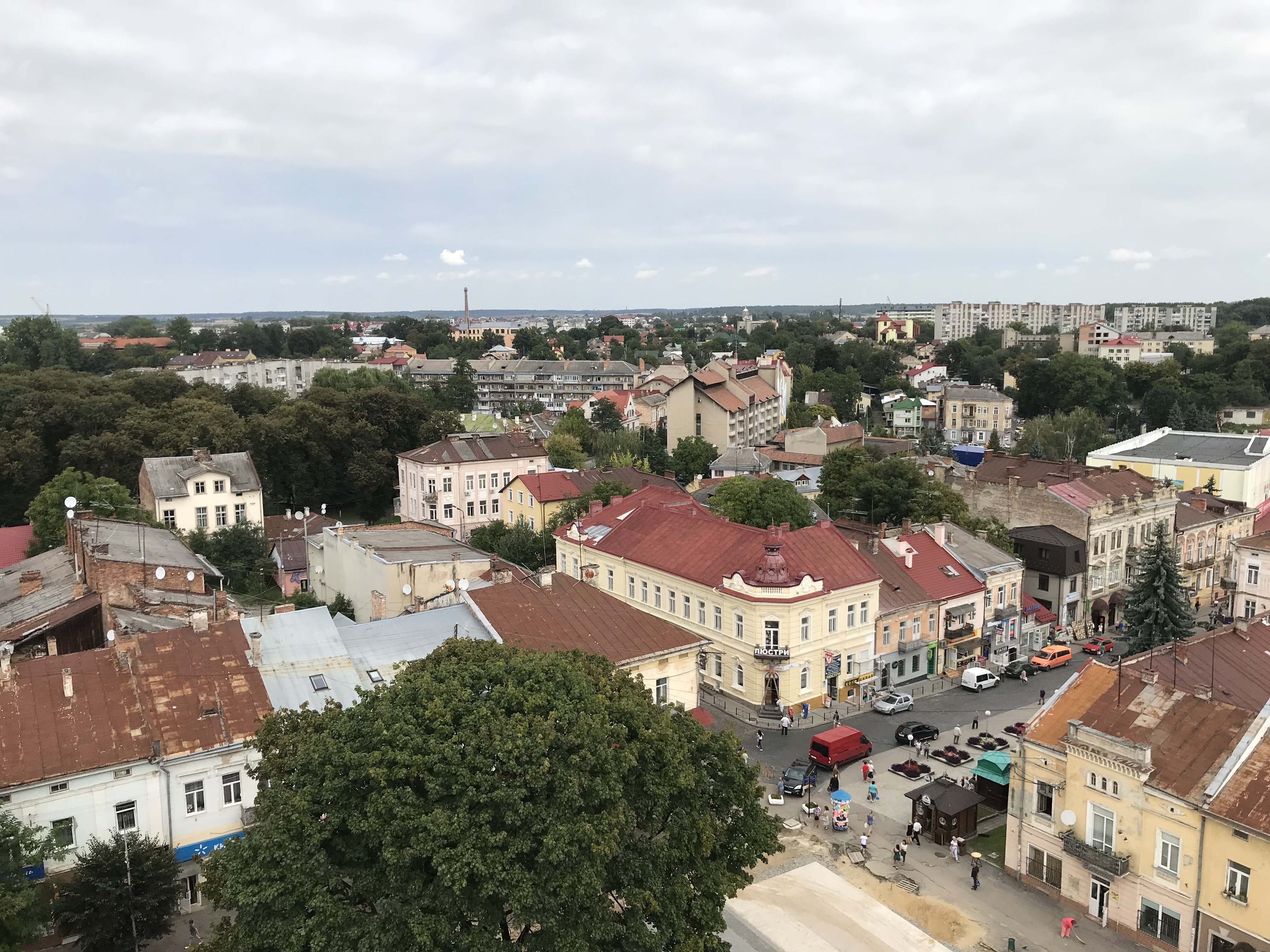
Вулиця Ковальська, вид з Дрогобицької ратуші

Початок ХХ ст. Ліворуч вул. Ковальська, праворуч Кам'яниця Лявтербахів (зруйнована)

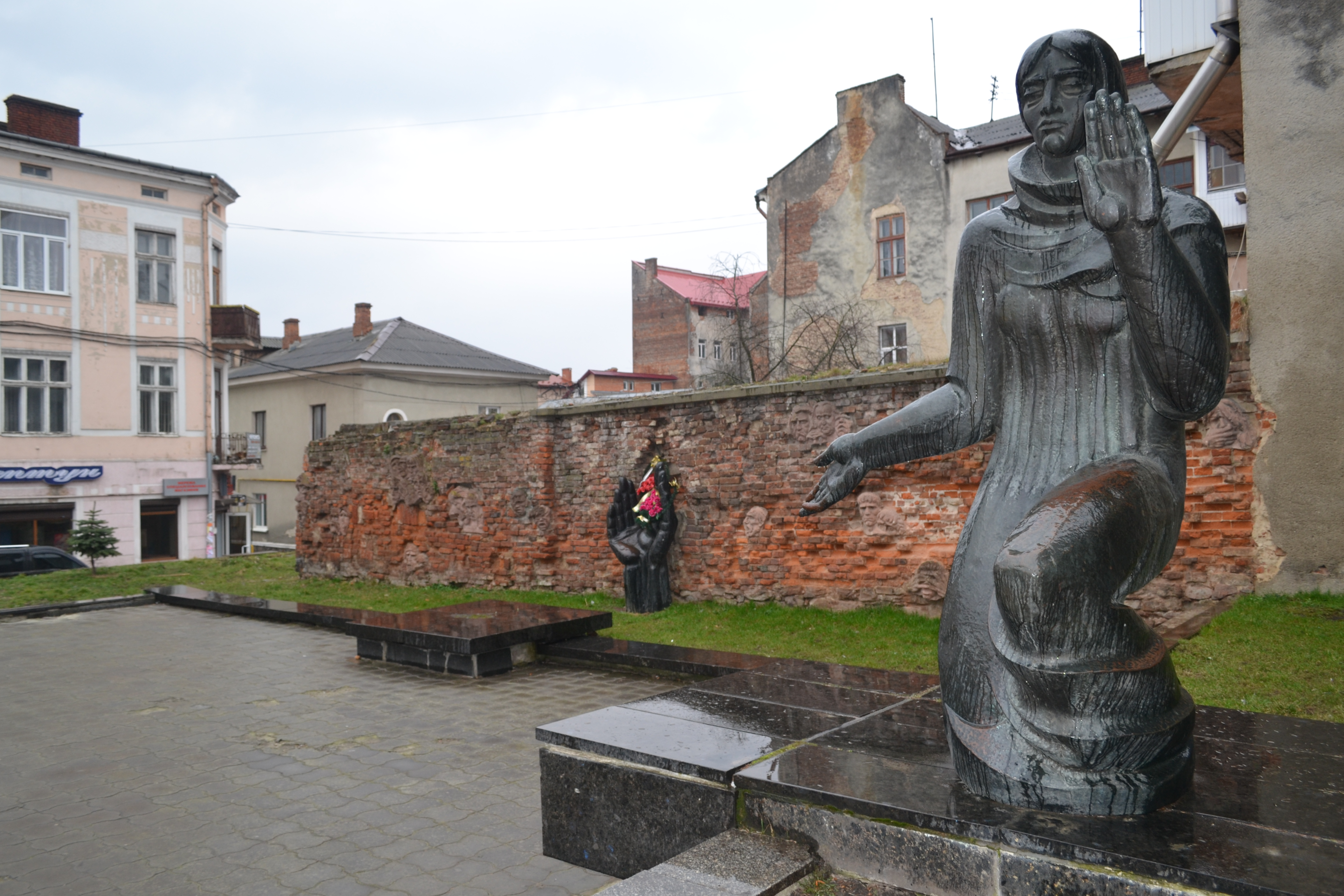
Меморіал жертвам німецької окупації 1941—1944 років, вул. Ковальська, 6

Початок ХХ ст. Готель «Європа», нині будинок № 1 по вул. Ковальській

Вулиця Ковальська розпочинається біля північно-східного рогу Ринкової площі та пролягає аж до вулиці Лесі Українки.

## Опис
Вулиця повністю брукована. Її частина, яка знаходиться біля північно-східного рогу Ринкової площі, викладена старою бруківкою. Вулиця забудована переважно дво- та триповерховими будинками. Їхню появу науковці датують XIX — першою половиною XX століття. Будинки під номерами від 1 до 11, які розташовані з лівого боку вулиці, є пам'ятками архітектури.

## Назва
У минулому вулиця мала декілька назв. Спершу, за часів Австро-Угорщини, вона називалася Ковальська. У той час центральні вулиці більшості міст Європи називали за професією чи родом занять.
За часів панування на галицьких землях Польської республіки Ковальську перейменували на вул. Берка Йозеловича. Однак нова назва не встигла прижитися. З початком Другої світової війни вулицю знову почали називати Ковальською, щоправда, уже на німецький лад — Шмідґассе (Schmiedgasse).
У повоєнний період вулиця встигла змінити ще дві назви — вул. Шолом-Алейхема та вул. 6 Серпня. У травні 1990 року їй повернули історичну назву — вул. Ковальська.

## Історія
Вулиця Ковальська є однією з найдавніших вулиць Дрогобича. Важко уявити, що понад століття тому через вулицю протікала річка, яка починалася в районі пагорба біля Народного Дому. Через неї був прокладений міст, який знаходився неподалік того місця, де зараз розташований пам'ятник «Повернення воїна АТО».
У 2016 році керівництво міста вирішило провести ремонтні роботи та включити цю вулицю до пішохідної зони міста.

## Об'єкти вулиці Ковальської
- № 1 — Житлово-торговий будинок (так звана «Чиншова кам'яниця»), колишній «Grand Hotel», готель «Європа», пам'ятка архітектури місцевого значення.
- № 3 — Житловий будинок, пам'ятка архітектури місцевого значення.
- № 5 — Житловий будинок, пам'ятка архітектури місцевого значення.
- № 6 — Меморіал жертвам німецької окупації 1941—1944 років («Скорботна мати»), пам'ятка історії місцевого значення.
- № 7 — Житловий будинок, пам'ятка архітектури місцевого значення.
- № 9 — Житловий будинок, пам'ятка архітектури місцевого значення.
- № 11 — Житловий будинок, пам'ятка архітектури місцевого значення.

## Світлини

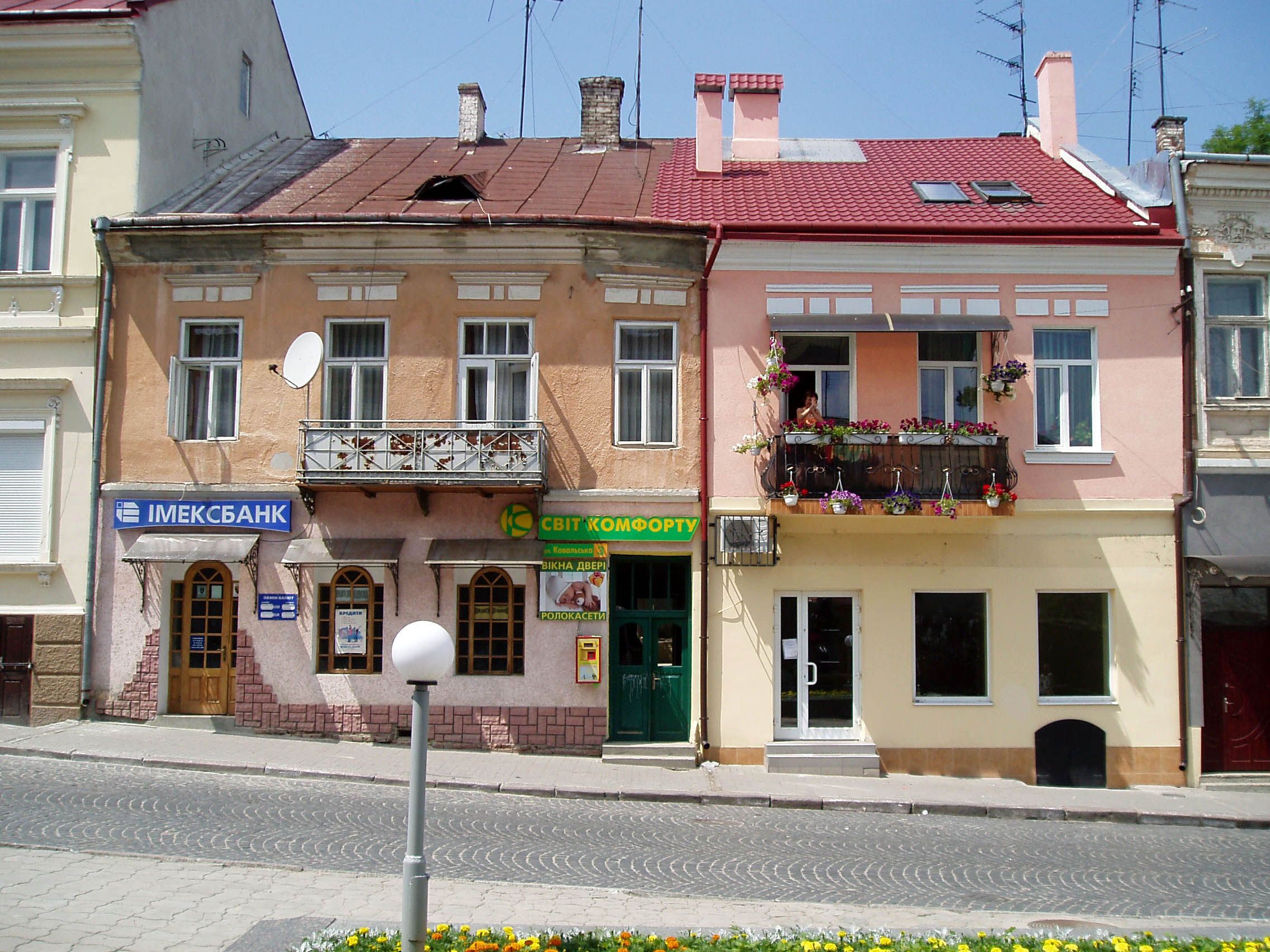
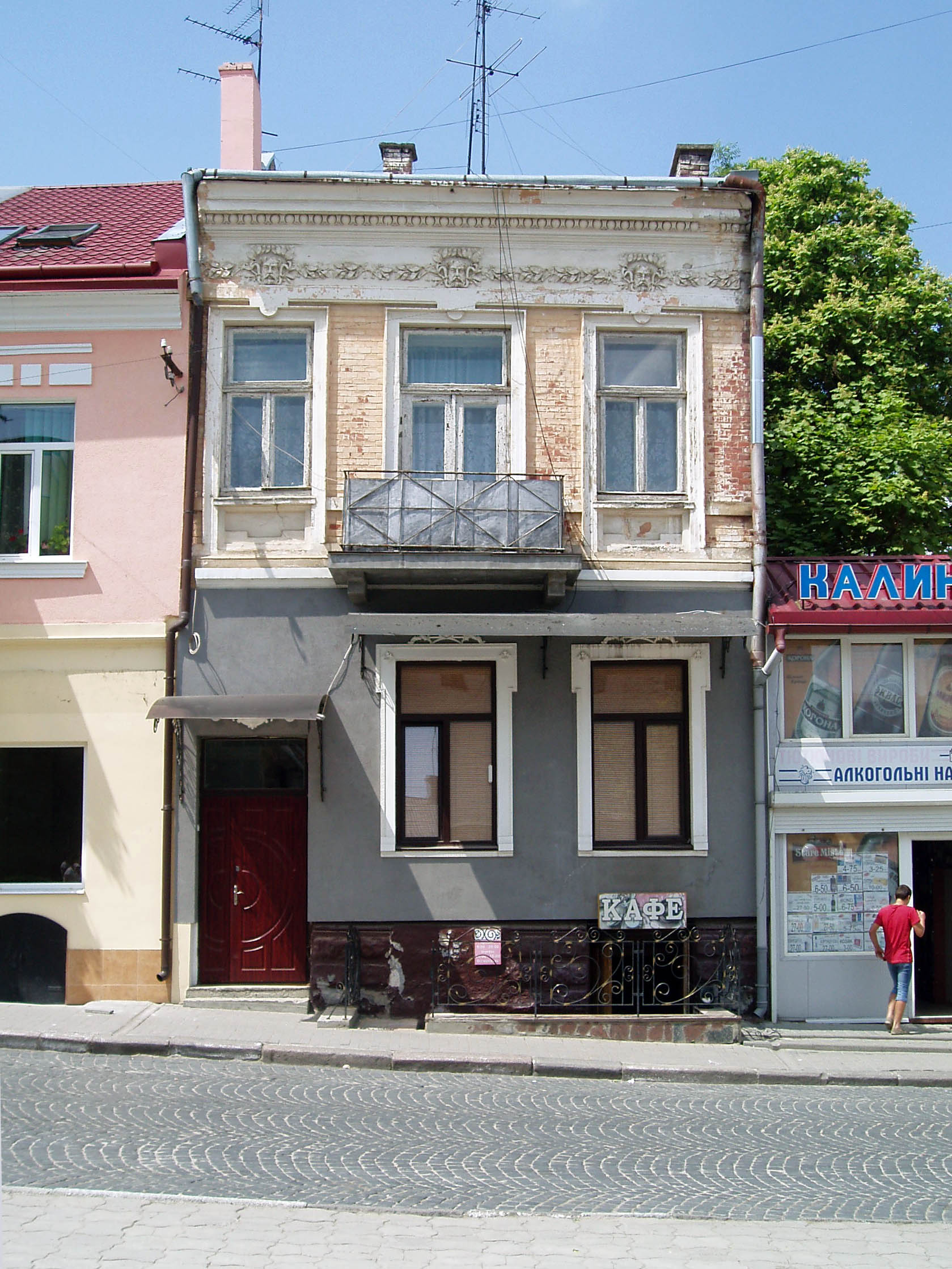
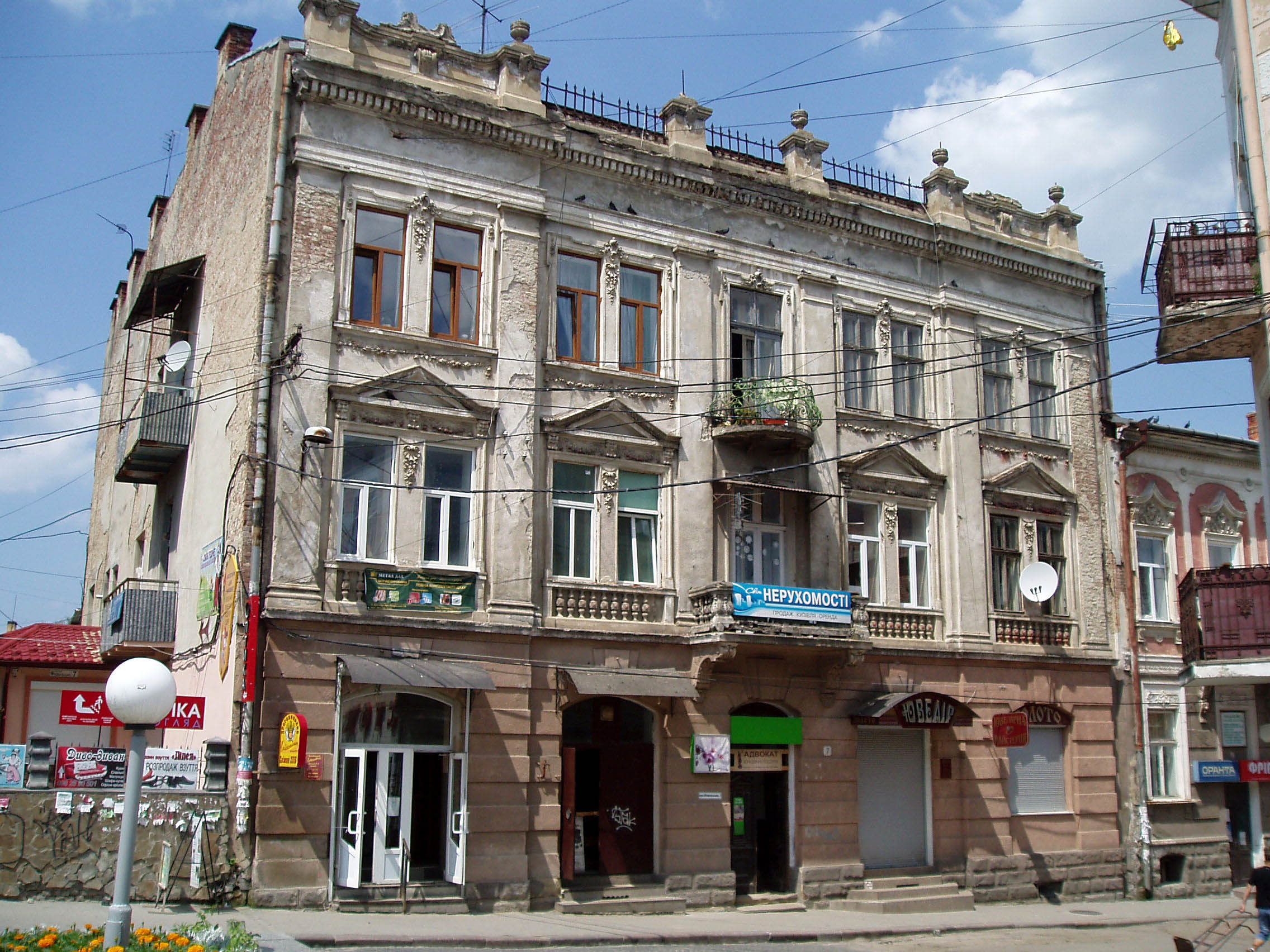
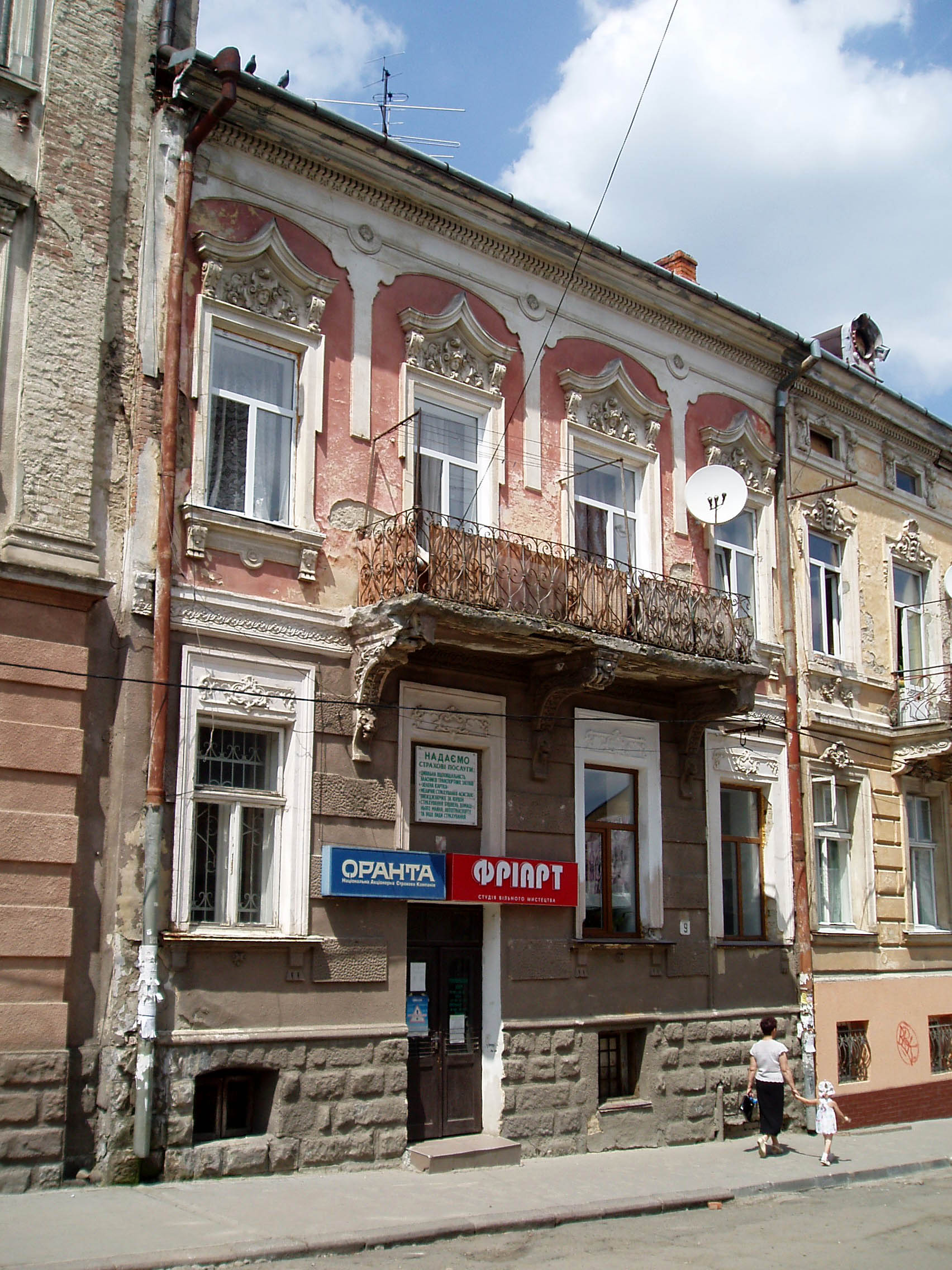
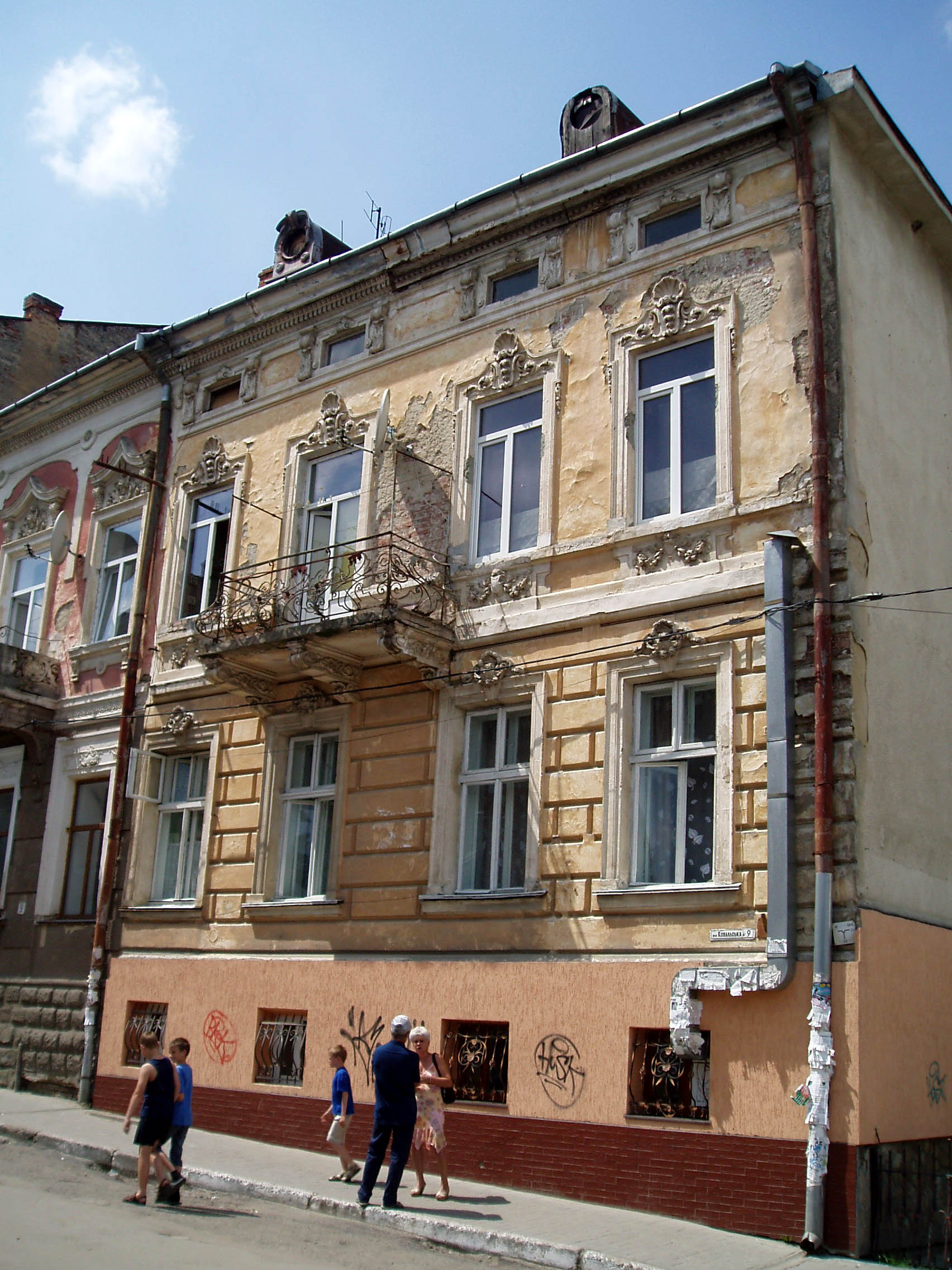
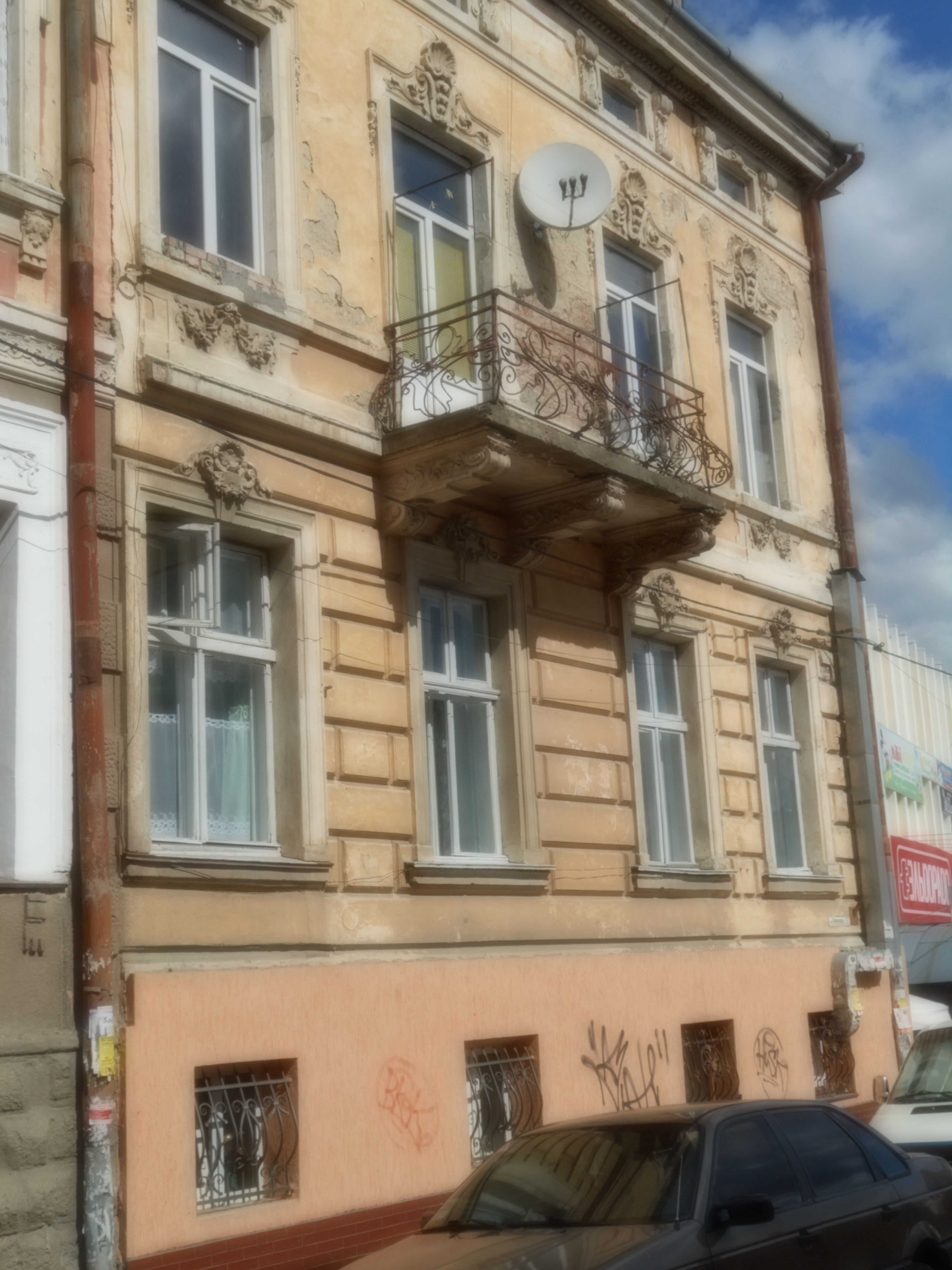

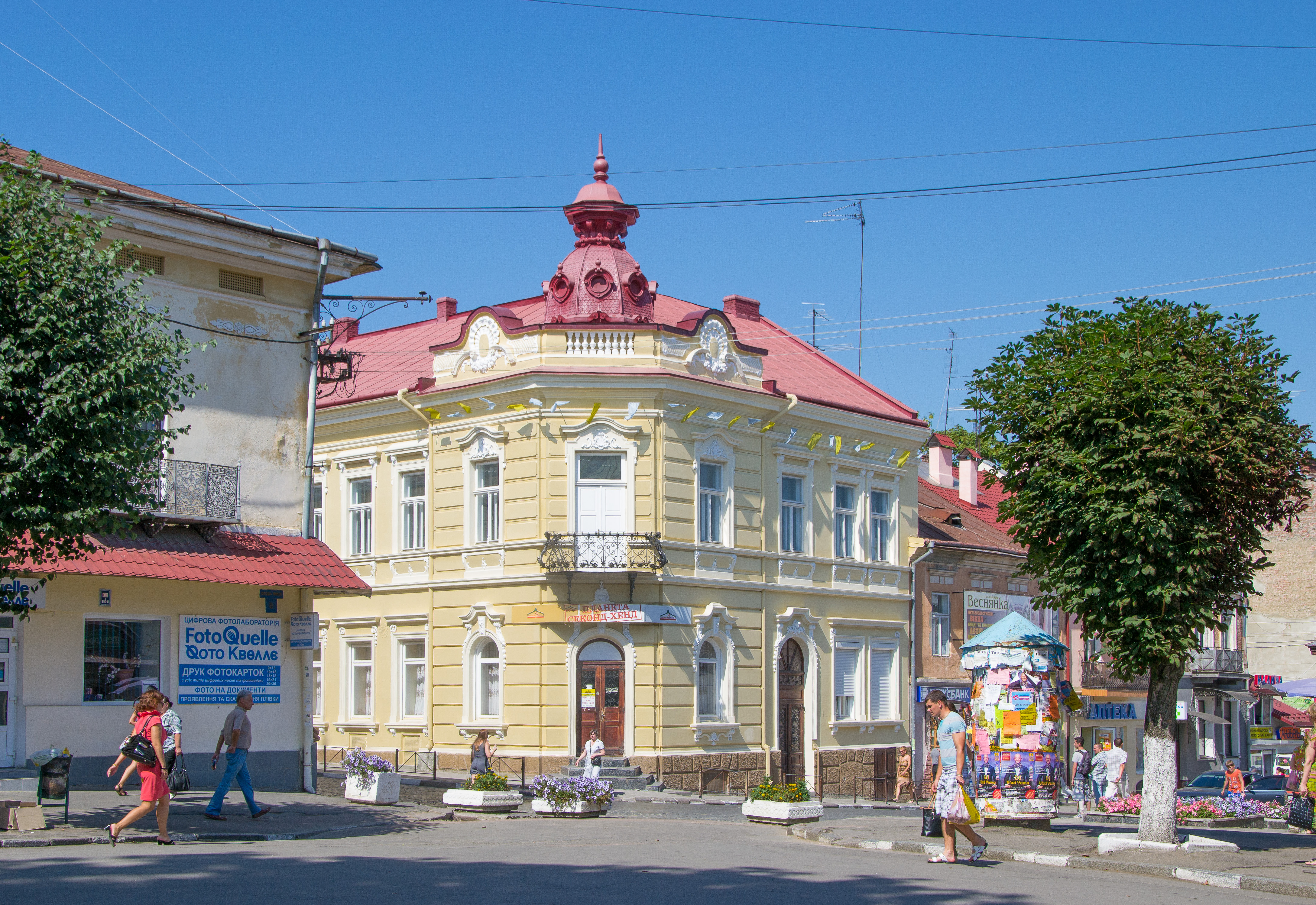
Житлово-торговий будинок (Чиншова кам'яниця), вул. Ковальська, 1
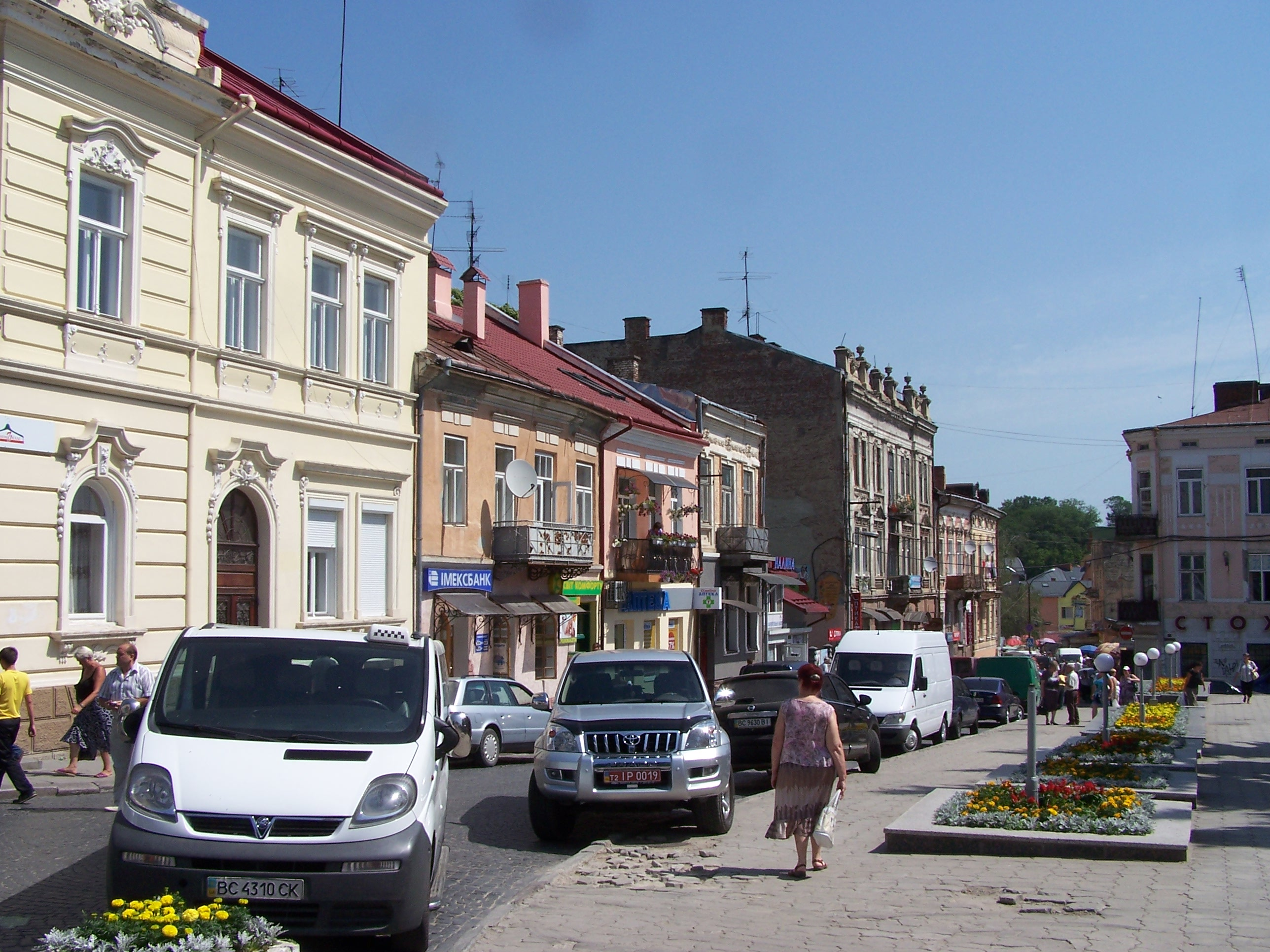
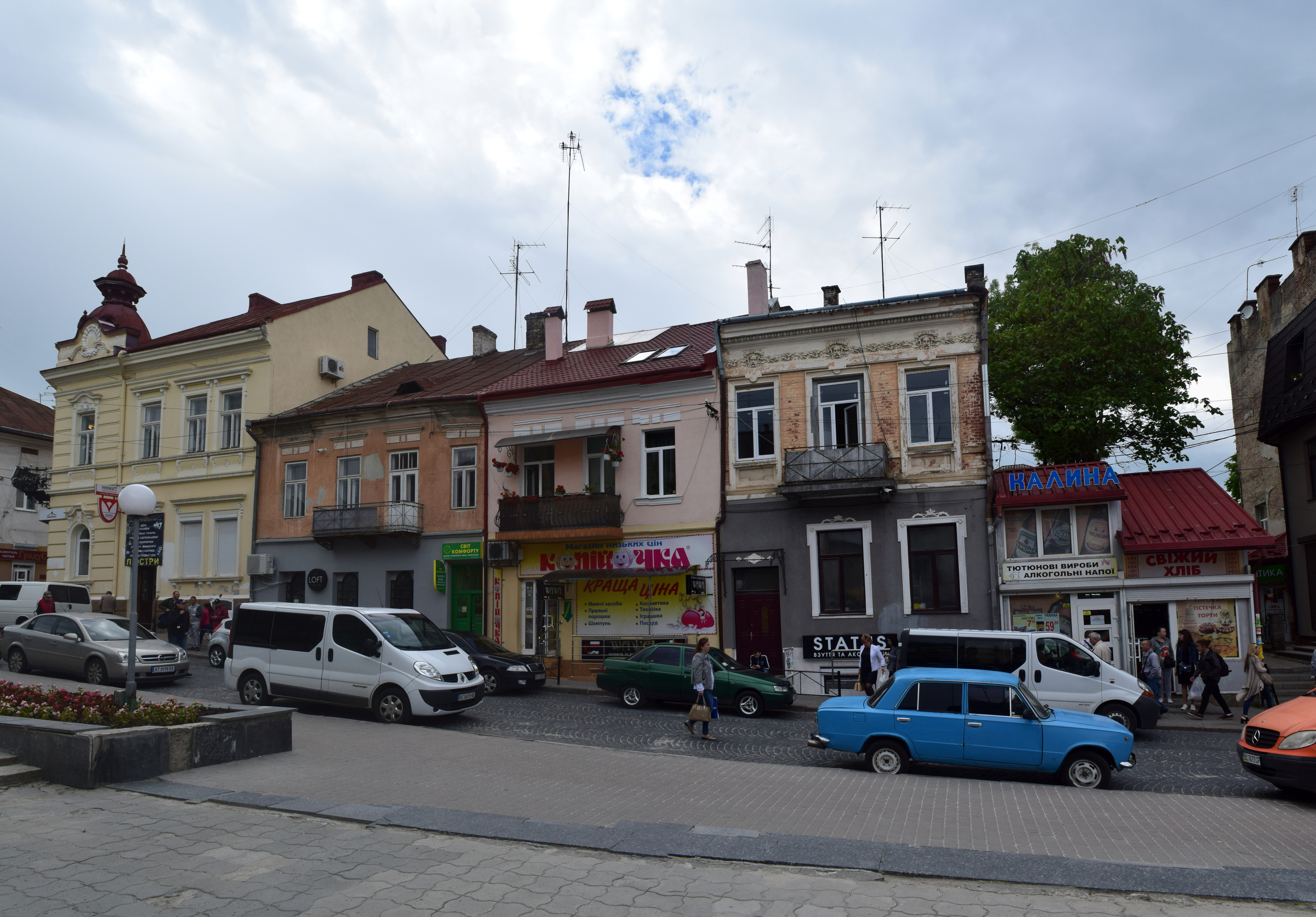
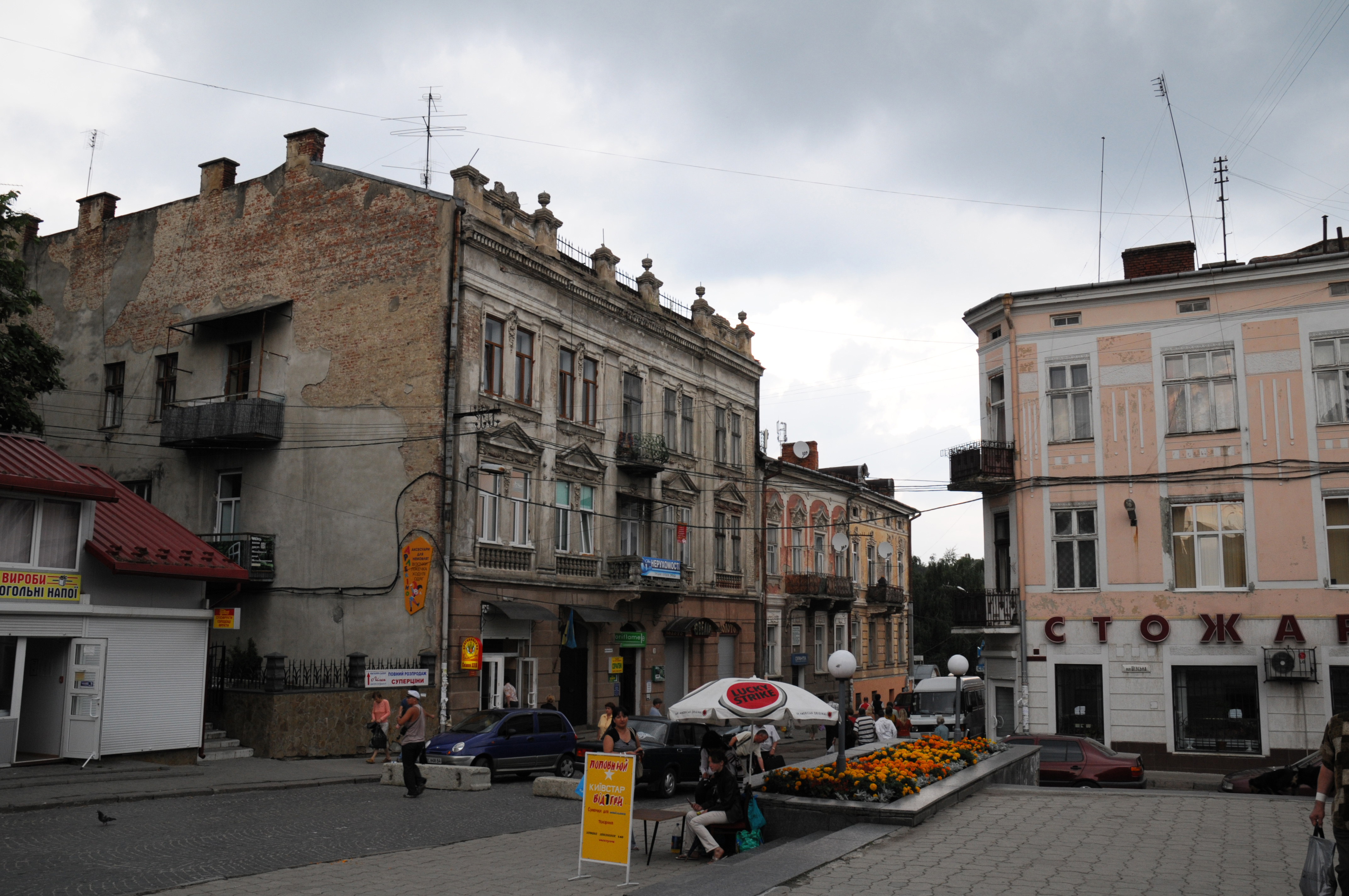